# Schloss Buttenheim

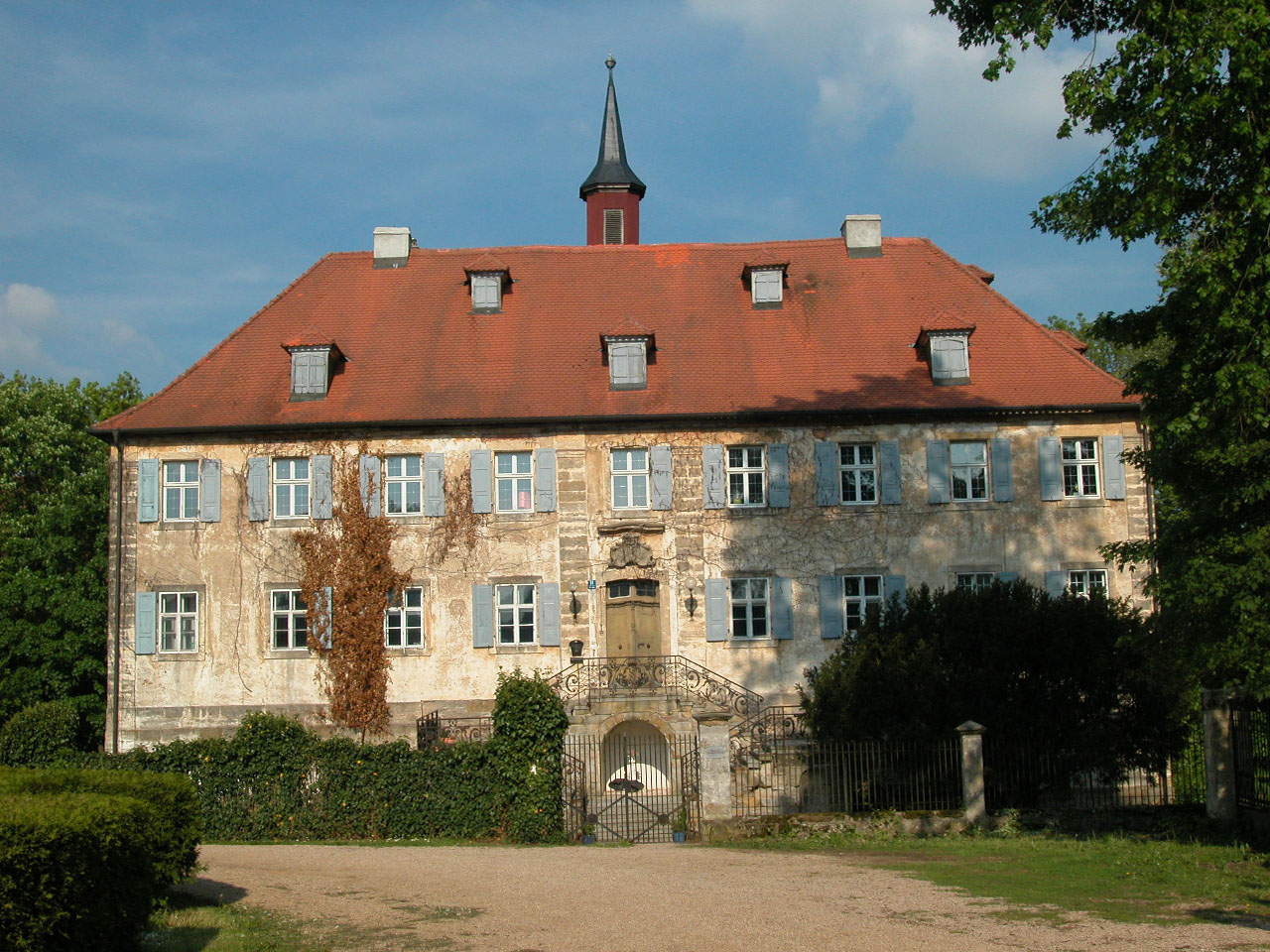
Schloss Buttenheim

Schloss Buttenheim ist die heute allgemein verwendete Bezeichnung für das barocke Untere Schloss in Buttenheim im Landkreis Bamberg, Regierungsbezirk Oberfranken. Der Name wird jedoch auch für dessen Vorgängerbauten sowie das 1525 abgegangene Obere Schloss in Buttenheim verwendet.

## Geschichte
Ursprünglich befanden sich in Buttenheim zwei Schlösser, das Obere und das Untere Schloss. Beide waren sie Eigentum der Reichsfreiherren von Stiebar, die weitere drei Schlösser in Aisch, Pretzfeld und Ermreuth besaßen. Das Geschlecht derer von Stiebar wird auf das Jahr 1253 zurückgeführt und gehörte zur ehemaligen reichsunmittelbaren Ritterschaft des Kantons Gebürg, der sich zwischen Kronach, Nürnberg, Buttenheim und Kulmbach erstreckte. Dieses Geschlecht stellte im Mittelalter mehrere Äbtissinnen, Deutschordensritter und Domherren in den Hochstiften Bamberg und Würzburg. In der Zeit von 1377 bis 1560 waren mindestens vierzehn Mitglieder dieses Geschlechts Domherren in den Hochstiften von Bamberg und Würzburg.

### Oberes Schloss
Das Obere Schloss (49° 48′ 6″ N, 11° 1′ 53″ O), auch Deichselburg genannt, war viereckig, besaß einen Wall sowie vier Ecktürme. Das Anwesen befand sich etwa auf Höhe der heutigen Marktstraße 8. Seine unterirdischen Reste sind als bayerisches Bodendenkmal Nr. D-4-6132-0291 ausgewiesen.
Das Burgschloss kam schon 1314 durch Kauf an die von Stiebar, die es als ihre Stammburg ansahen. Es wurde im Bauernkrieg 1525 ein Raub der Flammen und danach nicht wieder aufgebaut. Spätestens 1668 waren die letzten Reste beseitigt. Für die Zerstörung beider Schlösser (s. auch im Abschnitt Unteres Schloss) wurden die Herren, Wolf, Hans und Sebastian von Stiebar mit insgesamt 1275 Gulden entschädigt.
Die Stiebars ließen bereits zu Beginn des 16. Jahrhunderts auf dem Gelände jüdische Familien ansiedeln. Ab 1740 wurde dort erst eine Schule, später dann die Synagoge des Ortes gebaut.

### Unteres Schloss

#### Geschichte

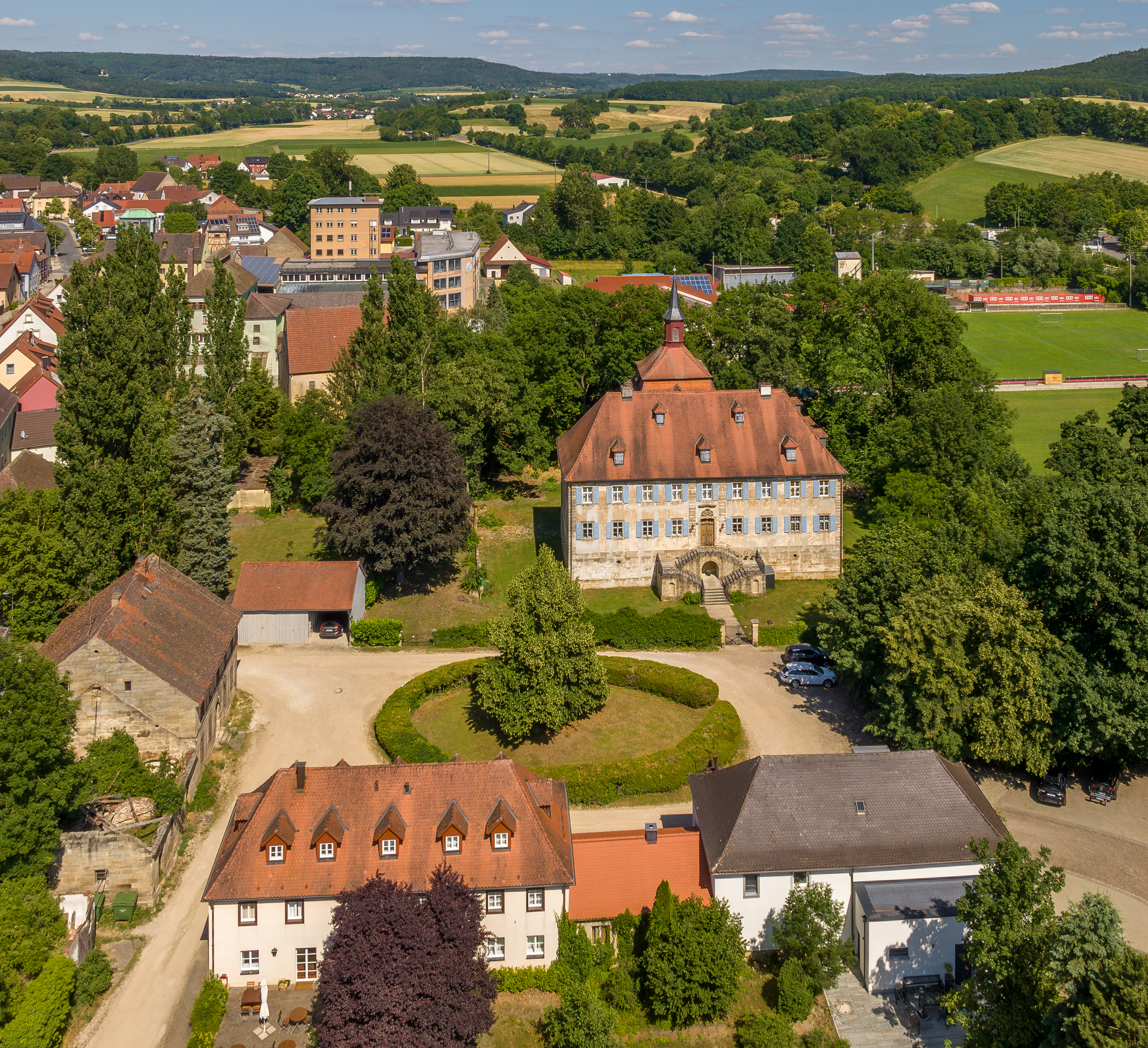
Die Schlossanlage am Rande von Buttenheim mit Schlossbau und Turm (mittig), Parkresten und Nebengebäuden (unten/links im Bild)

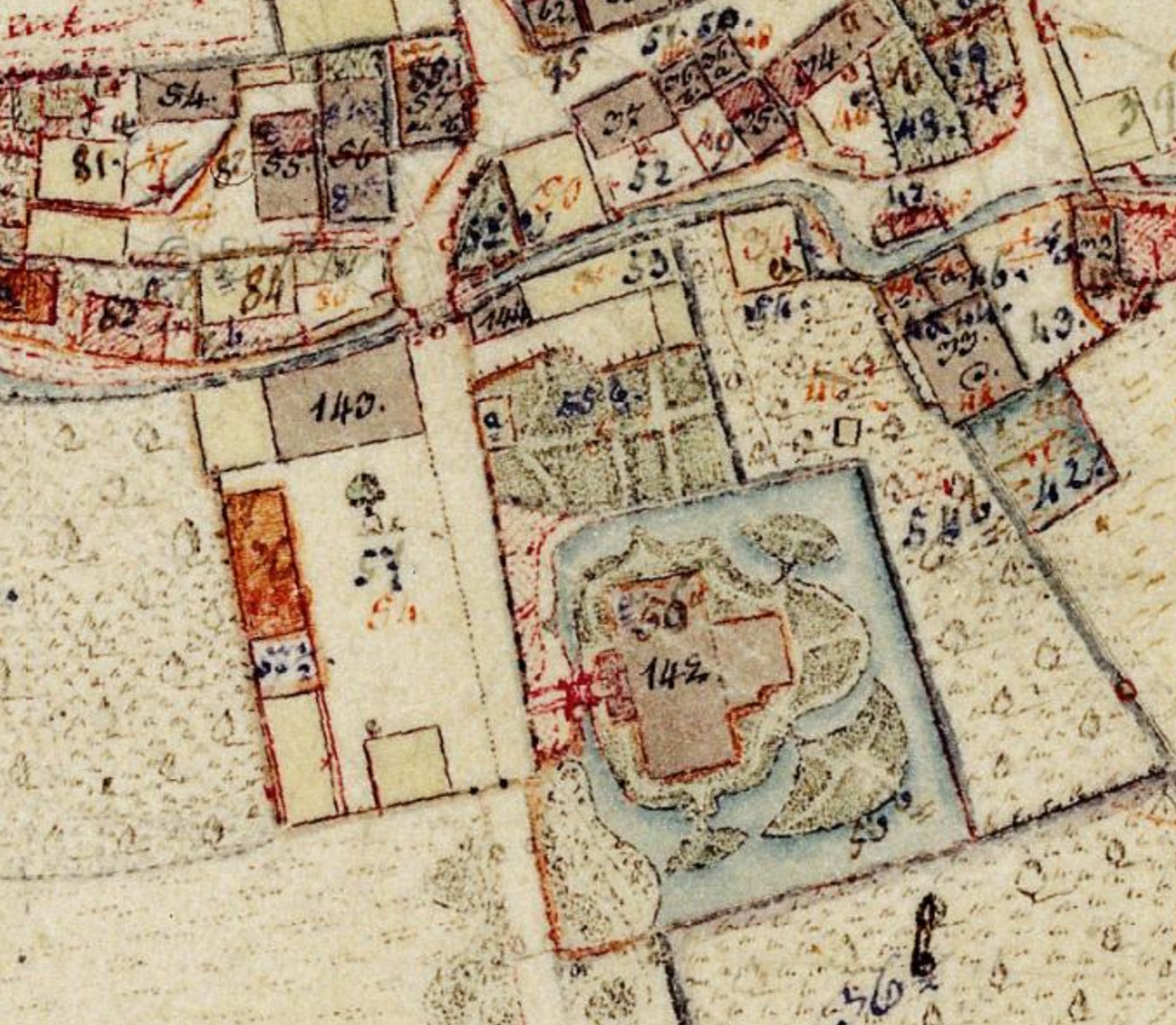
Lage als Wasserschloss in einer Zeichnung von um 1820

Bei dem heutigen Schloss Buttenheim (49° 48′ 2″ N, 11° 1′ 51″ O) handelt es sich um das sogenannte Untere Schloss, das ursprünglich denen von Lichtenstein als Kemenate diente und im Jahre 1438 durch Peter von Lichtenstein neben anderen Liegenschaften an die Stiebars verkauft wurde. Damals war es noch ein Wasserschloss, dessen Schlossgraben um 1820 trockengelegt und verfüllt wurde. Anfänglich Allod, trug Albrecht der Jüngere von Stiebar Anfang 1494 das Schloss und seine Liegenschaften Heinrich III. Groß von Trockau, dem Fürstbischof des Hochstifts Bamberg, zu Lehen an.
Die Stiebars hatten zu jener Zeit in Buttenheim die Gerichtsbarkeit über Leben und Tod inne, die von den Schlüsselbergern auf sie übergegangen war. Das Untere Schloss wurde mehrmals niedergebrannt, so im Jahre 1492 in „blutiger Fehde zwischen Albrecht Stiebar d. J. und Fürstbischof Heinrich III. von Bamberg“, 1525 von „ortsfremden aufrührerischem Volk“ und 1561 durch die Unvorsichtigkeit eines Schlossbediensteten, der vor dem Einschlafen vergaß, das Licht in seinem Zimmer zu löschen. Hans Joachim von Stiebar, der im Jahre 1574 zum Ersten Ritterrat des Kantons Gebürg für das Gebiet von Bamberg und Forchheim gewählt wurde und damit großes Ansehen genoss, reparierte den Schaden.
Die Stiebars bekannten sich schon sehr früh zur lutherischen Konfession. Dies ist unter anderem dadurch bezeugt, dass bereits im Jahr 1591 die Anstellung eines evangelischen Predigers auf Schloss Buttenheim urkundlich erwähnt wurde.
Im Dreißigjährigen Krieg wurden 1630 die Besitzungen der Stiebar wegen ihrer Teilnahme an den Kämpfen der Unierten auf kaiserlichen Befehl konfisziert, so gelangte Buttenheim und damit auch das Untere Schloss für einige Jahre in den Besitz des Fürsten Georg Ludwig von Schwarzenberg. Durch den Westfälischen Frieden erhielten die Stiebars im Jahr 1648 ihre Anwesen zurück.
Im Jahr 1741 wurde die noch heute bestehende Kapelle neben den Trümmern des von den Kriegswirren zerstörten Schlosses erbaut, die Schlossherrschaft wohnte in einem Nebengebäude.
Mit dem Tod des Reichsfreiherrn Johann Georg Christoph Wilhelm von Stiebar am 14. Juni 1762 erlosch die fränkische Hauptlinie dieses Geschlechts im Mannesstamm. Die Lehen gingen an die Hochstifte Bamberg und Würzburg und zum Teil an das Herzogtum Sachsen-Coburg zurück. Das Eigentum an den übrigen Gütern verblieb bei den Erben, der Witwe und den Töchtern.
Im Jahre 1761 ging der brandenburgische Kammerjunker Wilhelm Christian Friedrich von Seefried auf Buttenheim die Ehe mit Elisabeth Sofie von Stiebar ein, die er als Student der Jurisprudenz in Erlangen kennengelernt hatte. Wenige Jahre nach der Eheschließung siedelten sie nach Buttenheim über. Da das Untere Schloss bis auf den mittelalterlichen, massigen, viereckigen und mit einem Mansarddach gedeckten Turm zerstört, bzw. durch Brand vernichtet worden war, ließ Wilhelm Christian Friedrich von Seefried im Jahre 1774 das jetzige zweigeschossige barocke Schloss als neuen Anbau an ebendiesen noch vorhandenen Turm errichten.
Zu dem Schloss führt vom Vorplatz auf der Westseite aus eine aus Naturstein errichtete, zweiläufige Freitreppe mit schmiedeeisernen Geländern. Über der Eingangstür, zu der die Freitreppe führt, befindet sich das Allianzwappen der Eheleute Wilhelm Christian Friedrich von Seefried und dessen Ehefrau Elisabeth Sofie von Stiebar.
Wilhelm Christian sorgte dafür, dass die evangelische Schlosspfarrei durch einen Rezess vom 22. Oktober 1763 neu bestätigt wurde. Im Jahr 1790 wurde Wilhelm Christian, der sich zeitlebens sehr für die Stärkung des evangelischen Bekenntnisses einsetzte, in den Reichsfreiherrenstand erhoben. 1814 wurde aus der Schlosskaplanei eine protestantische Schlosspfarrei. Am 27. August 1826 wurde die Schlosskapelle als Gemeindegotteshaus geweiht. Die Schlosskapelle im Turm dient heute als Gotteshaus für die Buttenheimer evangelische Gemeinde, die inzwischen von der Pfarrei Hirschaid betreut wird.

#### Heutige Nutzung
Das Schloss Buttenheim wird von den Freiherren von Seefried auf Buttenheim bewohnt. Teile seiner Nebengebäude werden seit 1990 kommerziell für zwei Hotelbetriebe und einen Weinhandel genutzt. 2014 wurde die Sanierung der Freitreppenanlage von der Stiftung Denkmalschutz mit 10.000 Euro gefördert.

#### Beschreibung

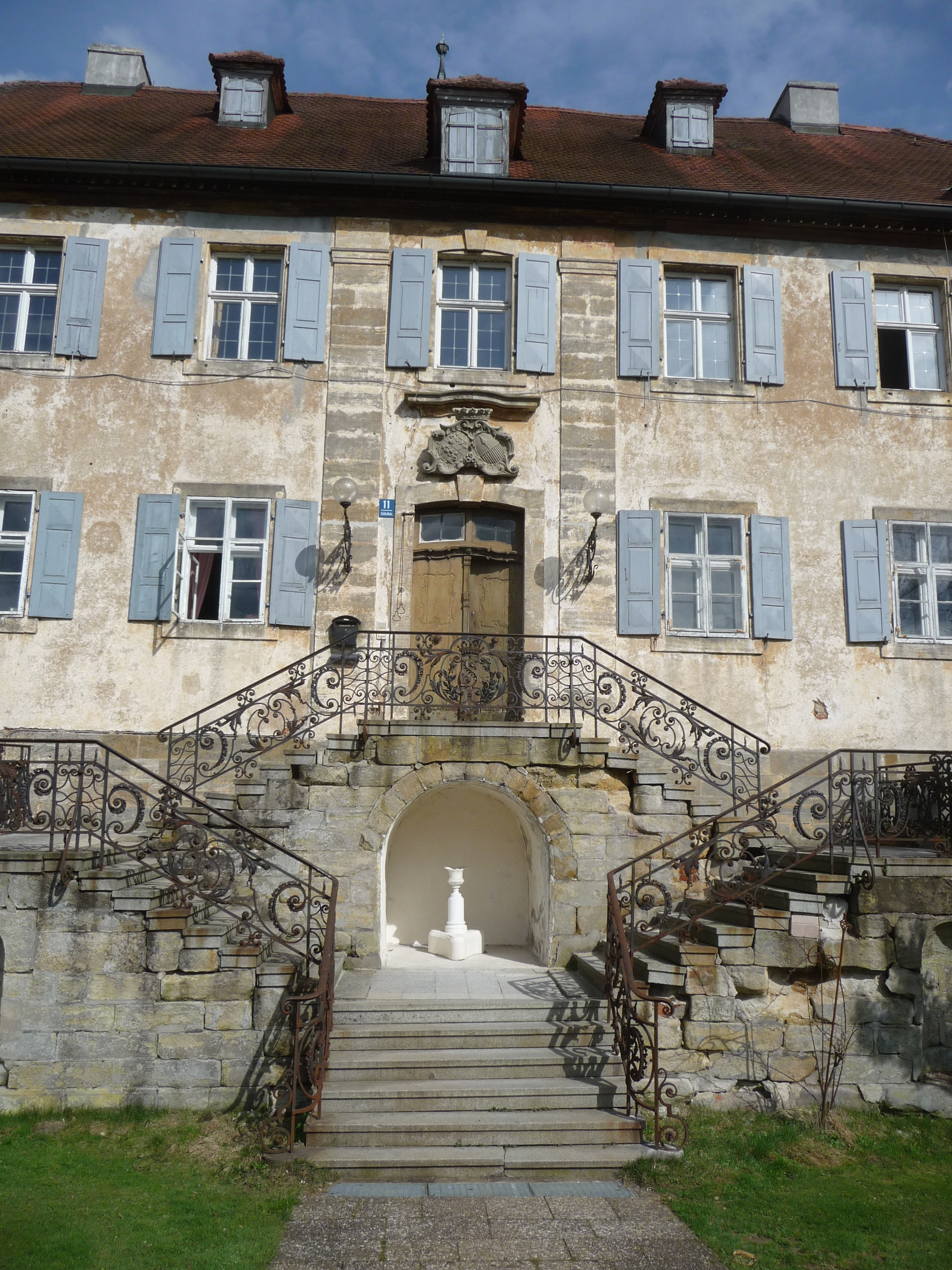
Die zweiteilige gegenläufige Freitreppe mit verzierten schmiedeeisernen Gittern zum Portaleingang mit dem Allianzwappen von Wilhelm Christian Friedrich von Seefried (1741–1806) und Elisabeth Sofie geb. von Stiebar (2010 vor der Renovierung)

Der Schlossbau, der Turm, das ehemalige Gesindehaus, die zwei Verwalterhäuser, das Stadel, der Park, die Umfriedung, die Einfahrt und die Vorgängerreste der Wasserburg sind als Baudenkmal mit der Aktennummer D-4-71-123-13 unter der Adresse Schlossstraße 11 und folgender Beschreibung im Bayerischen Denkmalatlas registriert:

„Sog. Unteres Schloss, stattlicher, zweigeschossiger Walmdachbau, massiv und verputzt, Freitreppe mit schmiedeeisernem Geländer, 1774; 
rückwärtiger mittelalterlicher Turmbau mit Mansardwalmdach; 
trockener Graben der ehem. Wasserburg und Park mit Umfriedung, Mitte 18. Jh, überformt und erweitert Mitte 19. Jh.; 
Hofeinfahrt mit Sandsteinpfosten; 
Fachwerkstadel, Satteldach.“